# フジッコ
フジッコ株式会社（英称：Fujicco Co., Ltd.）は、兵庫県神戸市中央区港島中町に本社を置く日本の食品メーカーである。
刻み昆布の「ふじっ子」を始め、加工煮豆の「おまめさん」、とろろ昆布の「純とろ」などで知られ、CM知名度も高い。
コーポレート・スローガンは「おいしさ、けんこう、つぎつぎ、わくわく。」。

## 概要
創業者の山岸八郎が、1960年（昭和35年）に神戸市東灘区に「富士昆布」を創業。1966年（昭和41年）から用いられている「ふじっ子」という商標にあわせ、1985年（昭和60年）、現社名に変更した。
栄養・健康に対する姿勢は、大手食品会社の中でもかなり先進的であり、1980年代前半には既に合成保存料や合成着色料などの食品添加物使用の全廃に成功している。また、栄養素や栄養面の研究などにおける学会発表も盛んに行われている。
近年ではデザート分野でも知られ、1993年（平成5年）にはナタデココをヒットさせたことで知られる。また、近年のヒット商品に「カスピア」などがある。2020年3月、ヨーグルトブランド「Yoplait」のライセンスを取得、愛知県、三重県、岐阜県で発売している。
また子会社のフジッコワイナリーでは、無濾過の生ワイン「クラノオト」等の製造も行っている。
2006年11月に神戸東労働基準監督署から是正勧告を受け、社内調査の結果として、本社の研究開発担当者や営業所の社員ら計550人への時間外や休日手当など総額7億円（計30万時間分）が未払いだったと発表した。

## 主な商品
- ふじっ子（味付刻み昆布）
- ふじっ子煮（煮込み昆布）
- 純とろ（とろろ昆布。市販品では初）
- おまめさん（煮豆。1976年からのヒット商品）
- つけもの百選（漬け物パック。山口美江が出演した「しば漬け食べたい」のCMで一世を風靡する）[1]
- おかず畑
- ナタデココデザート
- フルーツセラピー
- アジアンカフェ
- カスピ海ヨーグルト「カスピア」
- 大豆で作ったヨーグルト - 機能性表示食品[2]
- 料理の素
- 納豆
- 魚の甘煮

ほか

## 受賞歴
「日本ワインコンクール（Japan Wine Competition）」
- 第6回 2008年（平成20年）金賞受賞[4]
  - 甲州・辛口「フジクレール甲州樽発酵 2007」
- 第7回 2009年（平成21年）金賞受賞[5]
  - 国内改良・赤「フジクレールＭＢＡ樽熟成 2006」
- 第12回 2014年（平成26年）金賞受賞[6]
  - 甲州・辛口「フジクレール 甲州樽発酵 2013」
- 第13回 2015年（平成27年）金賞受賞[7]
  - 甲州・辛口「フジクレール 甲州シュール・リー 2014」
  - 甲州・辛口「フジクレール 甲州シュール・リー東渓 2014 」
  - 甲州・辛口「フジクレール 甲州 2014」
- 第17回 2019年（令和元年）金賞受賞[8]
  - 国内改良・赤「フジクレール マスカット・ベーリーＡ ラシス 2018」

## テレビ番組
- 日経スペシャル カンブリア宮殿 日本人に"安心＆便利"な食を! 昆布と豆を極めて大躍進!知られざるフジッコ（2016年10月27日、テレビ東京）- フジッコ社長 福井正一出演[9]。

## CM出演者
- 牟田悌三
- 山口美江(漬物百選)
- 鶴田真由
- 井上真央(ナタデココ)
- 白坂奈々
- 松浦愛弓
- 小聖未紗（おかず畑コーラス）
- 阿久津ゆりえ
- 天田暦
- 岡崎紬（おばんざい小鉢）[10]

など
ふじっ子ちゃん
- 田牧そら
- 元倉あかり

## 事業所
- 本社 - 神戸市中央区
- 営業所 - 北海道札幌市清田区、愛知県名古屋市名東区、福岡県福岡市南区 他全国20拠点
- 関東工場 - 埼玉県加須市
- 東京工場 - 千葉県船橋市
- 横浜工場 - 横浜市緑区(フジッコ NEWデリカ株式会社)
- 和田山工場 - 兵庫県朝来市
- 加古川分工場 - 兵庫県加古川市
- 鳴尾工場 - 兵庫県西宮市
- 北海道工場 - 北海道千歳市
- 浜坂工場 - 美方郡新温泉町（旧・フジコン食品株式会社）
- 境港工場 - 鳥取県境港市（旧・フジッコフーズ株式会社）